# Oaza (film 2020)
Oaza (serb. Оаза) — serbsko-holendersko-słoweńsko-francuski dramat filmowy z 2020 roku w reżyserii Ivana Ikicia.

## Opis fabuły
Akcja filmu rozgrywa się w zakładzie dla młodzieży upośledzonych umysłowo. Dwie przyjaciółki z ośrodka Marija i Dragana zakochują się w Robercie, który pracuje w kuchni w ośrodku. Miłość komplikuje ich wzajemne relacje.
W rolach głównych wystąpili aktorzy nieprofesjonalni z ośrodka dla młodzieży w serbskiej Sremčicy. Premiera filmu odbyła się na 77. MFF w Wenecji. Obraz został wyróżniony główną nagrodą na Międzynarodowym Festiwalu Filmowym FEST w Belgradzie. W 2021 film został zgłoszony jako oficjalny serbski kandydat do nagrody Amerykańskiej Akademii Filmowej w kategorii najlepszego filmu nieanglojęzycznego, ale nie zdobył nominacji.

## Obsada
- Goran Bogdan(inne języki) jako Vlada
- Maruša Majer(inne języki) jako Vera
- Tijana Marković(inne języki) jako Dragana
- Marijana Novakov jako Marija
- Valentino Zenuni jako Robert
- Saša Strugar jako Paja